# Postimpresionism

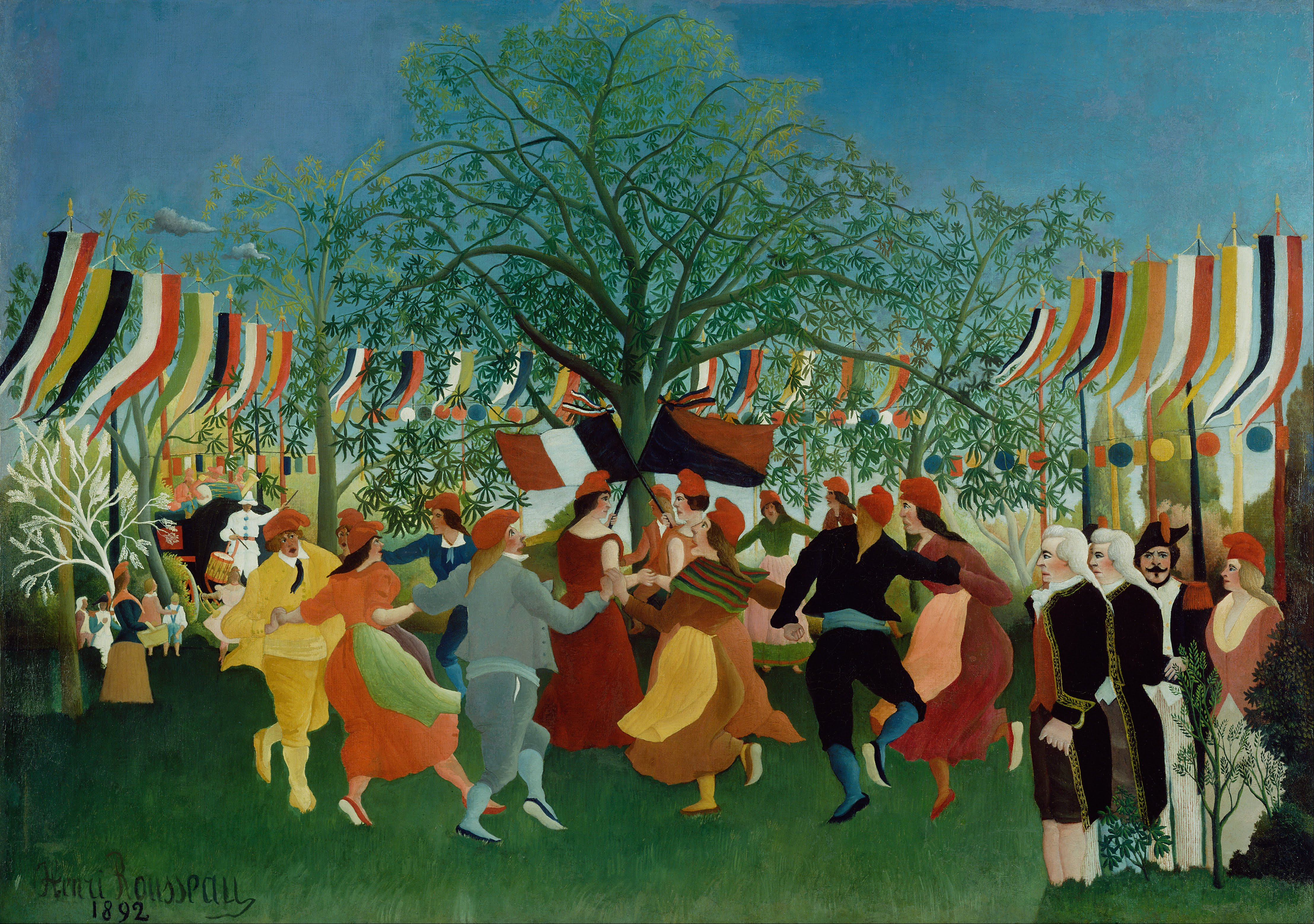
Henri Rousseau, Centenarul Independenței, 1892, Getty Center, Los Angeles

Postimpresionismul este un termen general care se referă la un ansamblu de stiluri și curente artistice, care s-au dezvoltat în Franța în perioada cuprinsă aproximativ între anii 1880 și 1910, după perioada de apogeu a impresionismului. Termenul a fost folosit pentru prima oară în 1910 de criticul de artă englez Roger Fry, care a organizat pentru Galeriile "Grafton" din Londra o expoziție cu opere ale pictorilor francezi moderni intitulată "Manet and Post-Impressionism". În afară de tablouri ale lui Manet, mai erau expuse opere ale lui Paul Cézanne, Vincent van Gogh și Paul Gauguin. Printre postimpresioniști se mai numără și Henri de Toulouse-Lautrec, Georges Seurat, Odilon Redon, Henri Rousseau "le Douanier", Georges Dufrénoy, Școala de la Pont-Aven (Émile Bernard, Charles Filiger, Henry Moret, Ernest de Chamaillard, la care se alătură în 1885 și Paul Gauguin), precum și artiștii aparținând grupului Les Nabis (Paul Sérusier, Maurice Denis, Pierre Bonnard, Félix Vallotton, Édouard Vuillard). Istoricul de artă englez John Rewald distinge două perioade: "De la Van Gogh la Gauguin" și "De la Gauguin la Matisse". Nu există o delimitare precisă de pictura impresionistă, termenul indică mai degrabă o perioadă istorică, unii artiști, în special Cézanne, făcând trecerea insesizabilă de la o perioadă la alta.

## Caracteristici comune
Începând cu anul 1870, operele pictorilor impresioniști au contribuit la formarea unei concepții noi privind creația artistică, un prim pas în direcția artei moderne. Postimpresioniștii au mers în continuare pe acest drum, dezvoltând însă mai departe spontaneitatea și virtuozitatea predecesorilor lor. Tendința predominantă este realizarea unui tablou reprezentând o construcție de sine stătătoare, obiect al unei combinații pure între formă și culoare, cu scopul provocării unei emoții estetice și al transmiterii nemijlocite a sensibilității subiective a artistului. Tabloul este împărțit într-un eșafodaj de suprafețe și linii, care se îndepărtează de reprezentarea obișnuită a corpurilor și obiectelor. Petele de culoare pot constitui suprafețe de lumină sau umbră, uneori se reduc la puncte de culoare crudă (pointilism), care nu se regăsesc în natura reală. Pictura analitică a lui Cézanne transformă motivele într-un sistem de volume și obiecte și conduce, în special în redarea peisajelor, la structuri cristaline, în așa fel încât, se poate prevedea trecerea spre cubism. 

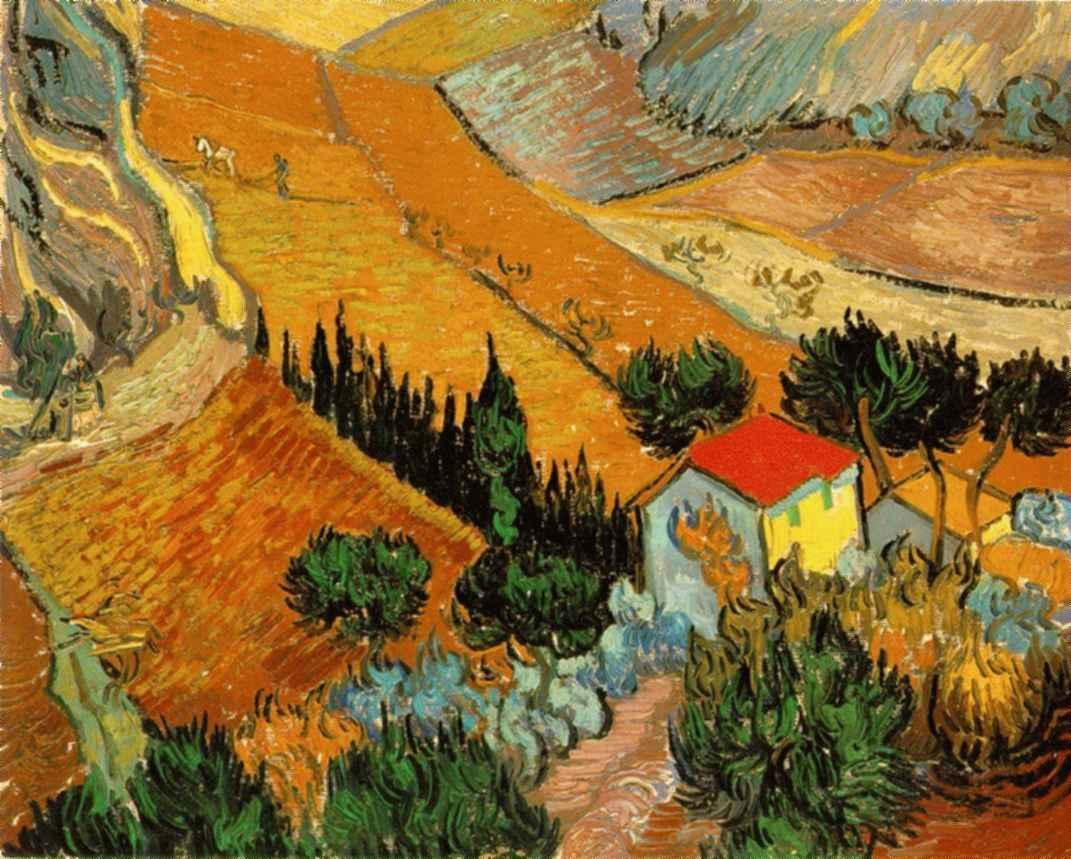
Vincent van Gogh: Peisaj din Arles, 1889 - Muzeul Ermitage, St. Petersburg

Gauguin dezvoltă un stil decorativ cu tonuri de culoare violentă și forme simplificate, stil pe care el însuși îl caracterizează cu termenul "sintetism", o încercare de reunire sintetică a aparenței exterioare a lucrurilor cu sensibilitatea artistului.
Toulouse-Lautrec, influențat de gravurile japoneze, realizează litografii în culori reprezentând viața de noapte din cartierul Montmartre. Creațiile lui Van Gogh din perioada 1886-1890, în care culoarea ca mijloc de comunicare se substituie vorbirii, au ceva din trăsăturile expresionismului de mai târziu.
Georges Seurat accentuează de asemenea elementul cromatic, totuși fără exuberanța lui Van Gogh. Pe baza unor studii teoretice asupra tehnicii picturale, conform cărora întrepătrunderea culorilor realizează un efect optic de o deosebită intensitate, el creează tablouri dintr-un mozaic de puncte colorate (Pointilism sau Divizionism).
Bazându-se pe concepții diferite, uneori divergente, pictorii postimpresioniști au deschis calea artei moderne. Trăsătura lor comună constă în faptul de a fi renunțat la imitarea naturii și de a fi creat opere cu existență de sine stătătoare.

## Unii pictori postimpresioniști
- Émile Bernard (1868-1941)
- Pierre Bonnard (1867-1947)
- Paul Cézanne (1839-1906)
- Henri Edmond Cross (1856-1910)
- Ernest de Chamaillard (1862-1930)
- Henri de Toulouse-Lautrec (1864-1901)
- Maurice Denis (1870-1943)
- Georges Dufrénoy (1870-1943)
- Charles Filiger (1863-1928)
- Paul Gauguin (1848-1903)
- Henry Moret (1856-1913)
- Camille Pissarro (1830-1903) in anii 1885-1890
- Paul Elie Ranson (1861-1909)
- Odilon Redon (1840-1916)
- Henri Rousseau "le Douanier" (1844-1910)
- Ker-Xavier Roussel (1867-1944)
- Georges Seurat (1859-1891)
- Paul Sérusier (1864-1927)
- Paul Signac (1863-1935)
- Vincent van Gogh (1853-1890)
- Félix Vallotton (1854-1925)
- Édouard Vuillard (1868-1940)

## Galerie

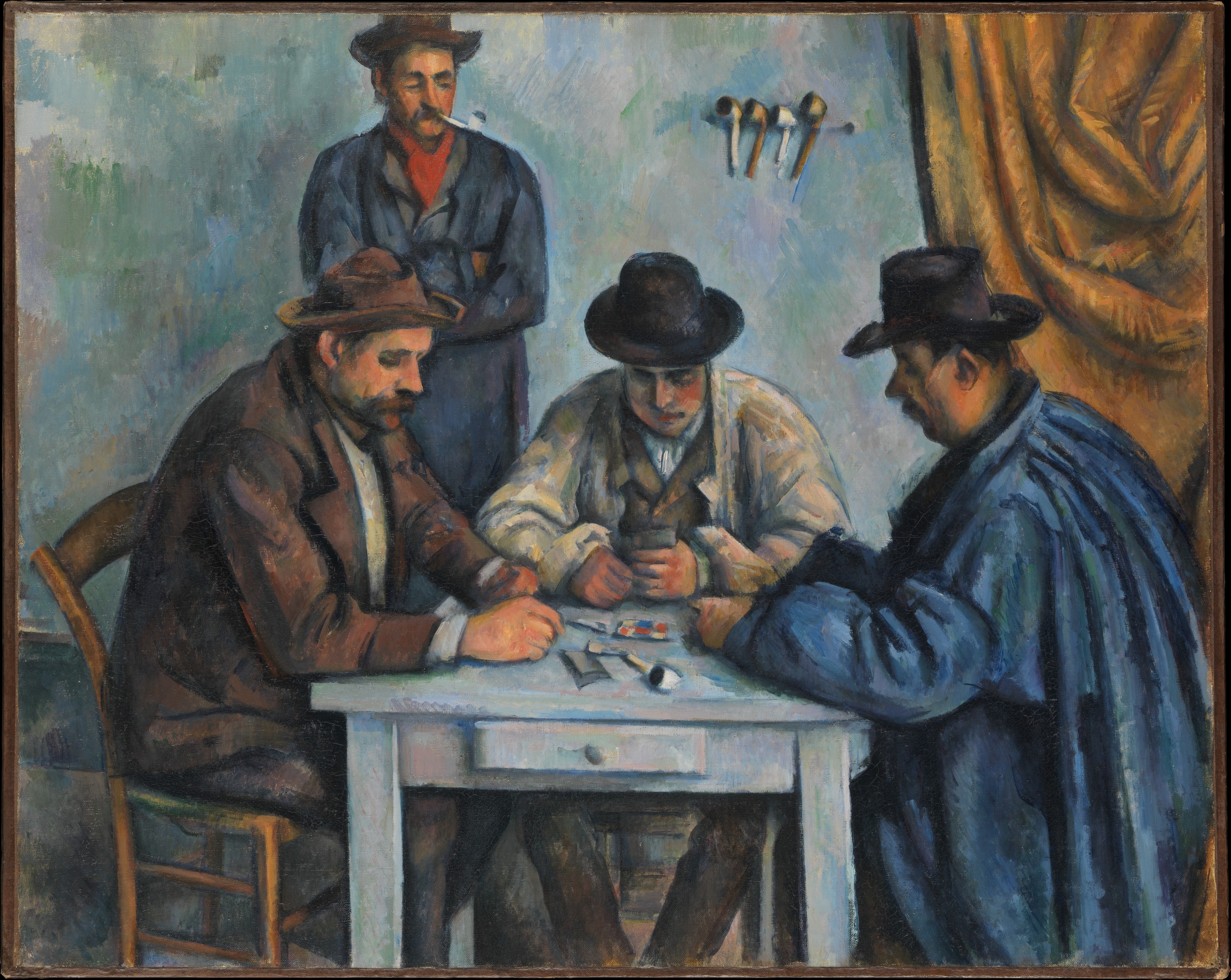
Paul Cézanne: Jucătorii de cărţi, 1892-1893. Metropolitan Museum of Art, New York
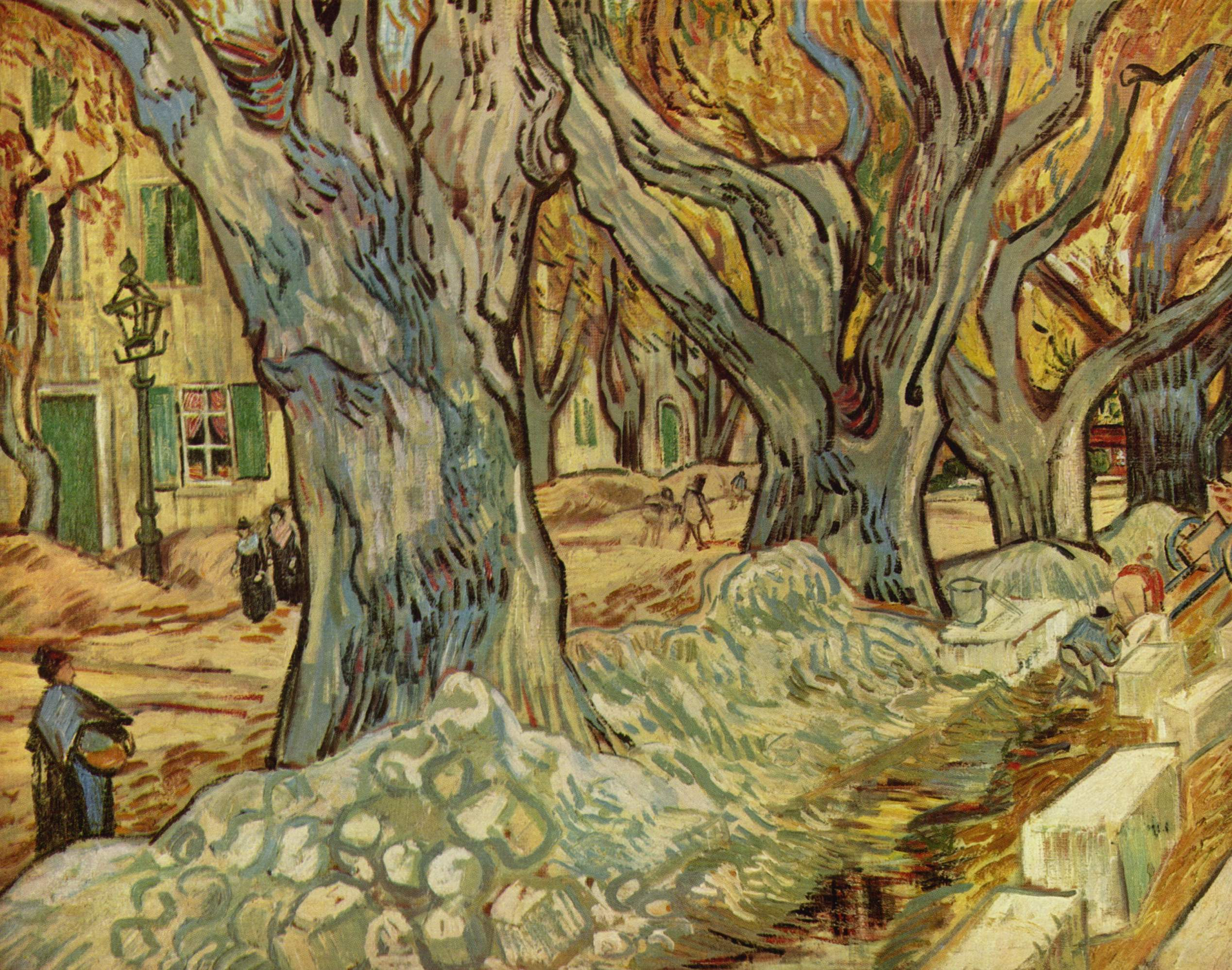
Vincent van Gogh: Lucrători la reparatul străzii, 1889. Museum of Art, Cleveland (Ohio)
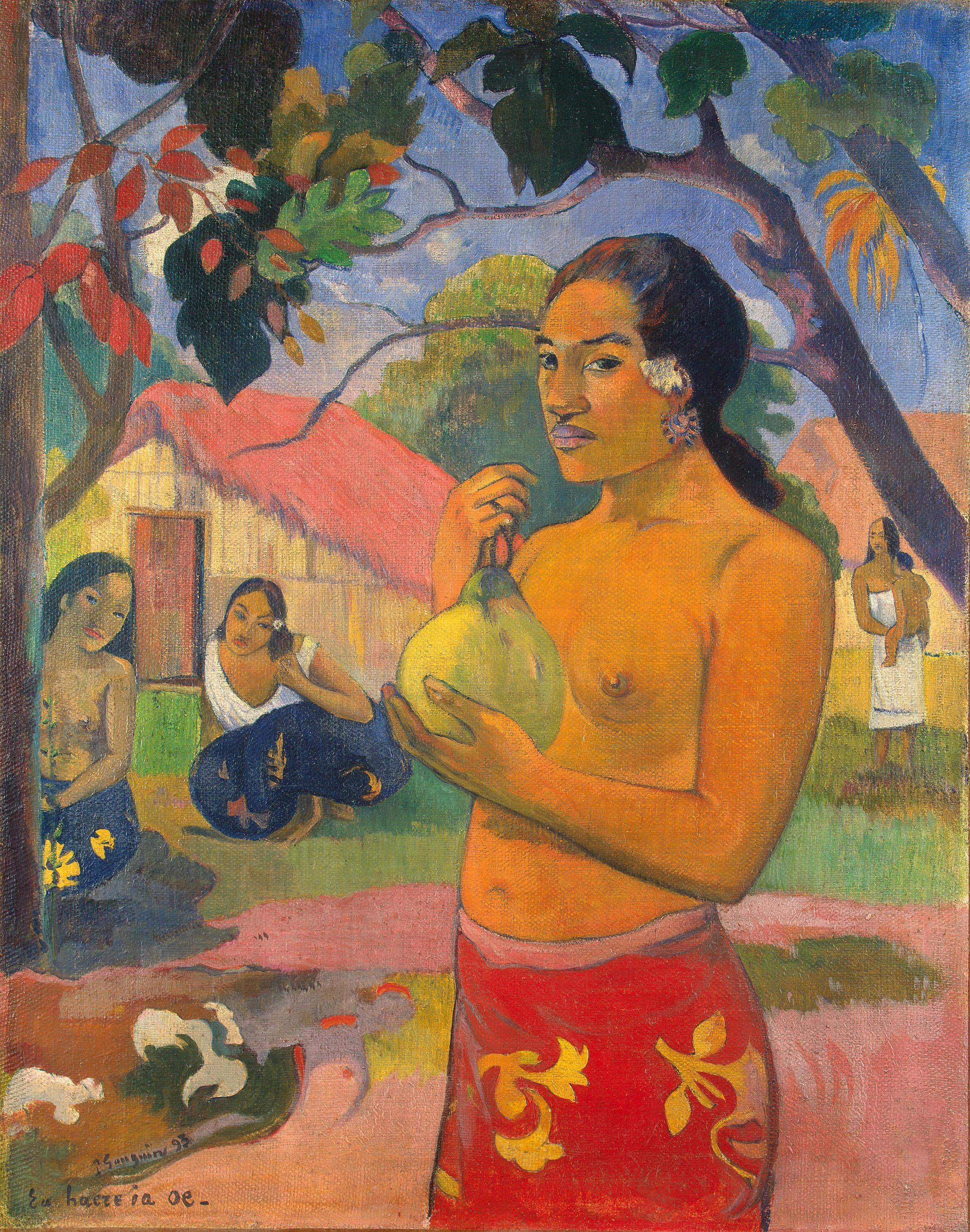
Paul Gauguin: Femeie din Tahiti, 1893. Muzeul Ermitage, St. Petersburg
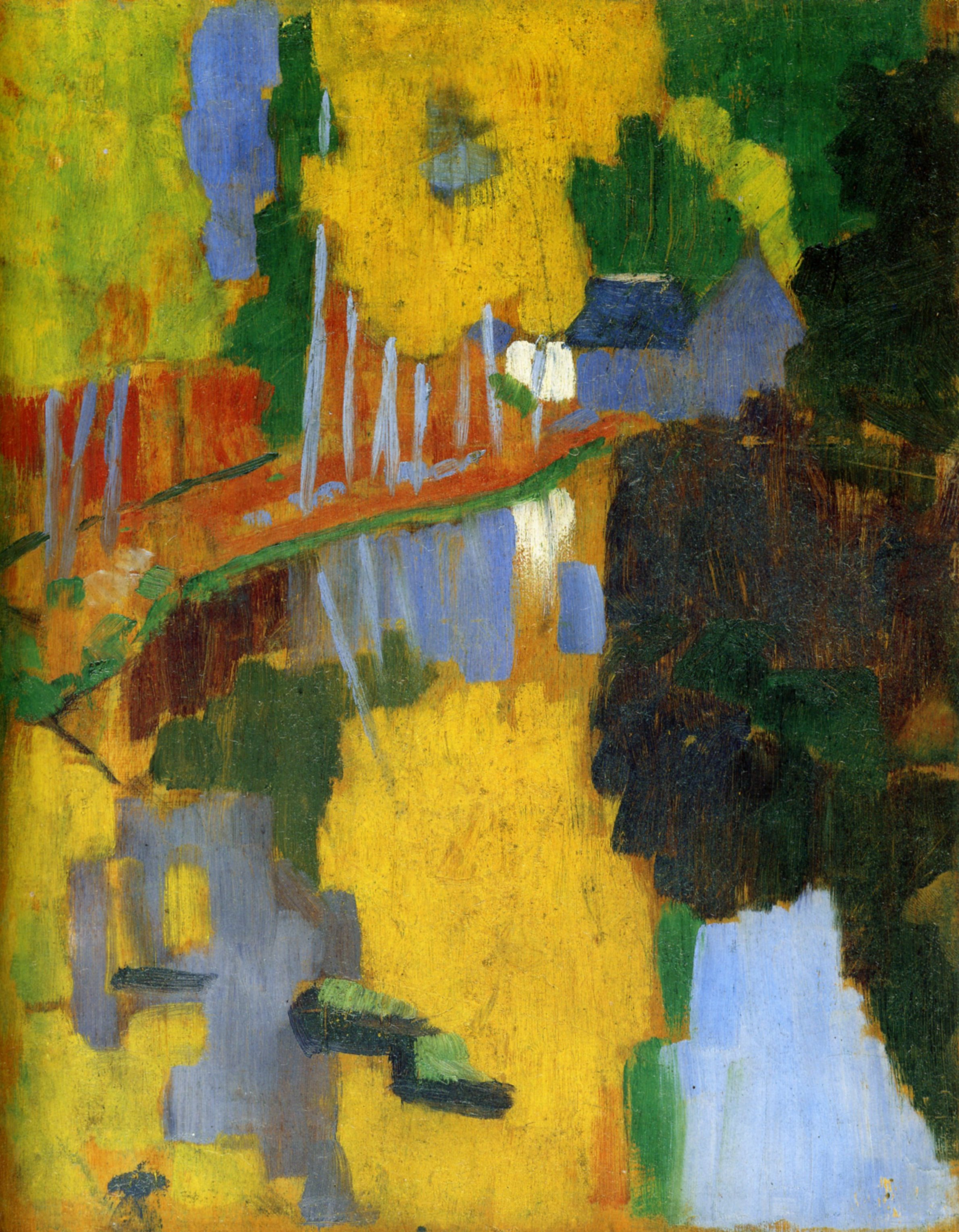
Paul Sérusier: Talismanul, 1888. Musée d'Orsay, Paris
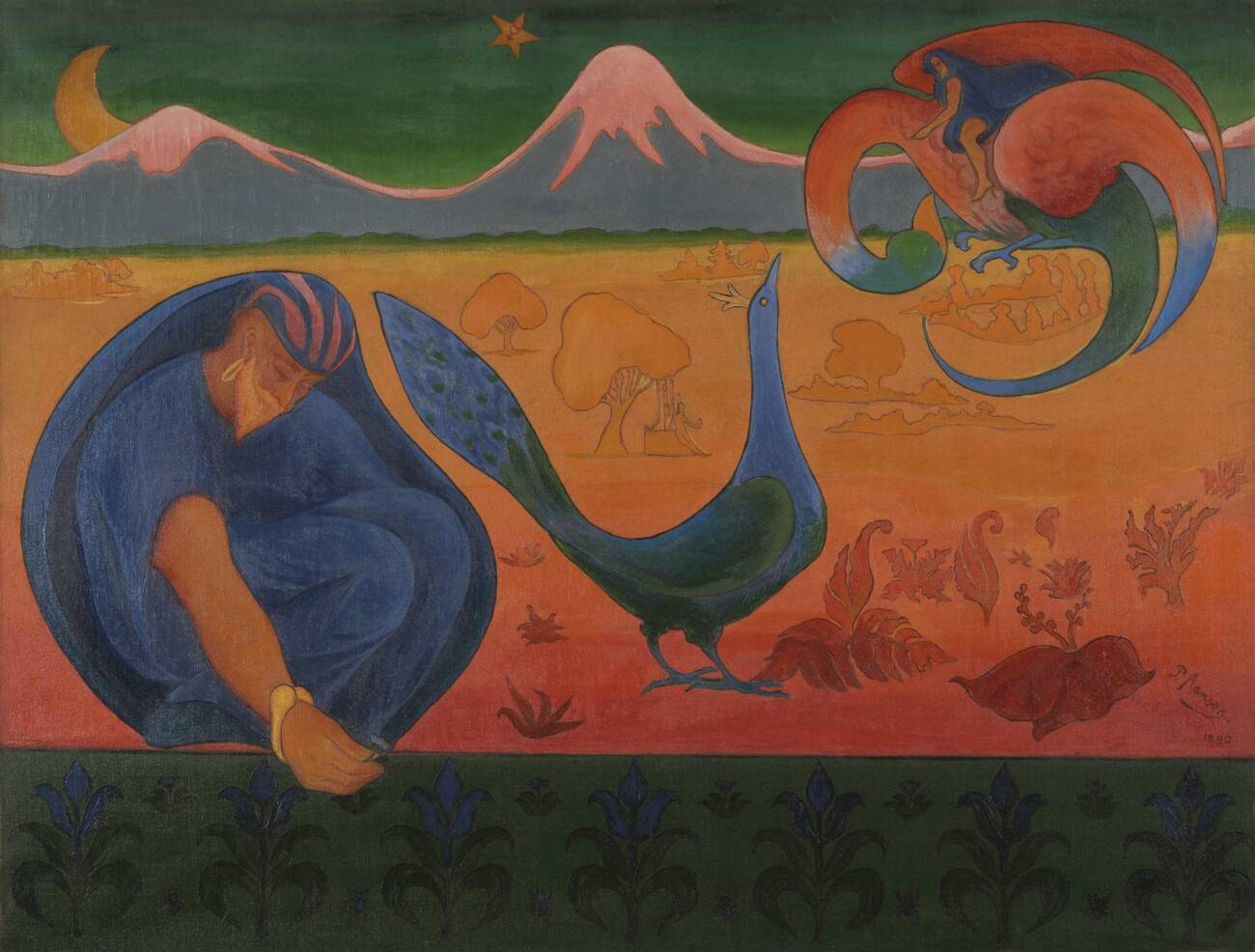
Paul Elie Ranson: Peisaj Nabi, 1890. Colecţie particulară
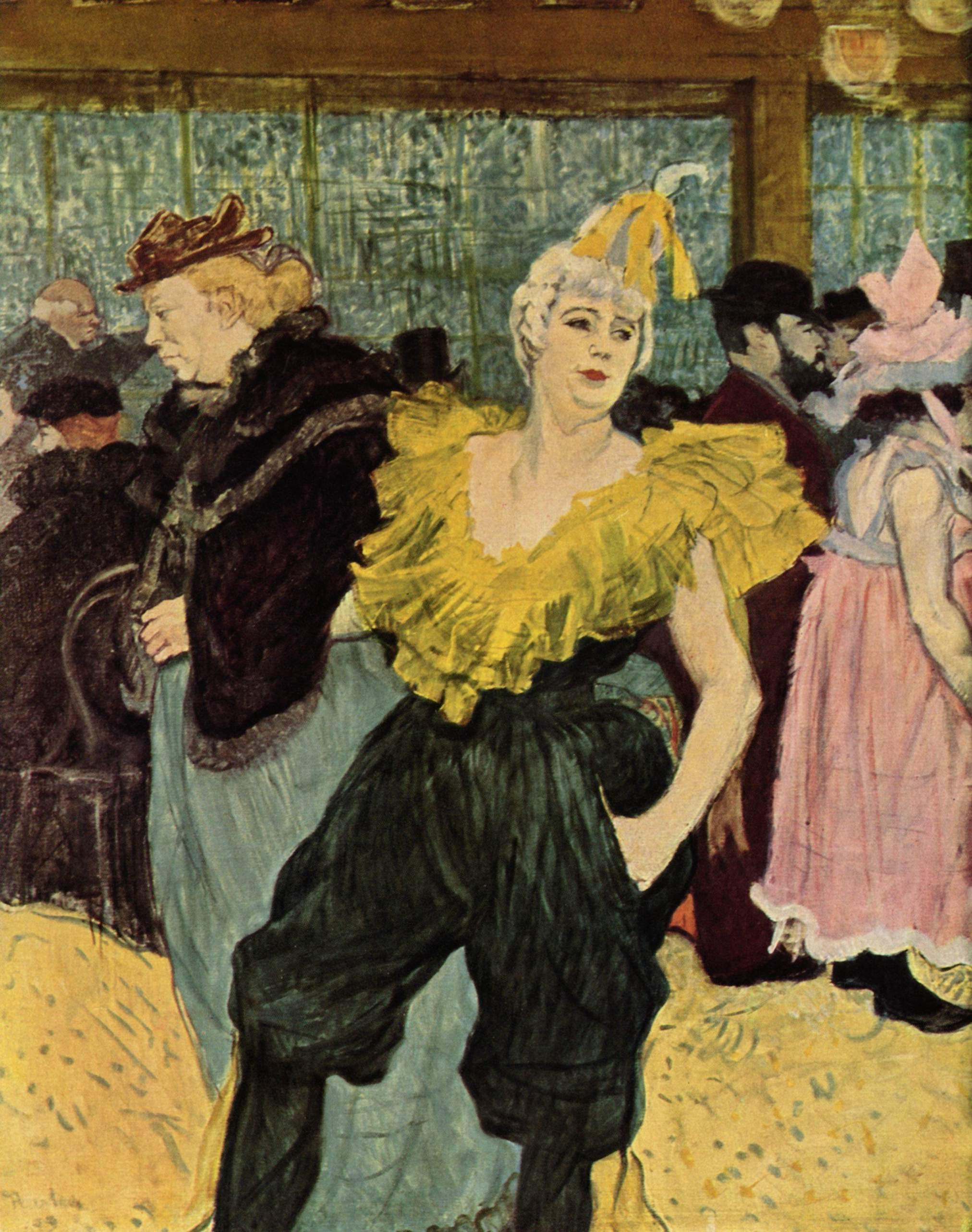
Henri de Toulouse-Lautrec: Artista Chaukao la Moulin Rouge, 1895. Colecţia Oskar Reinhart, Winterthur (Elveţia)
Félix Valloton: Femei la scăldat, 1896. Colecţie particulară
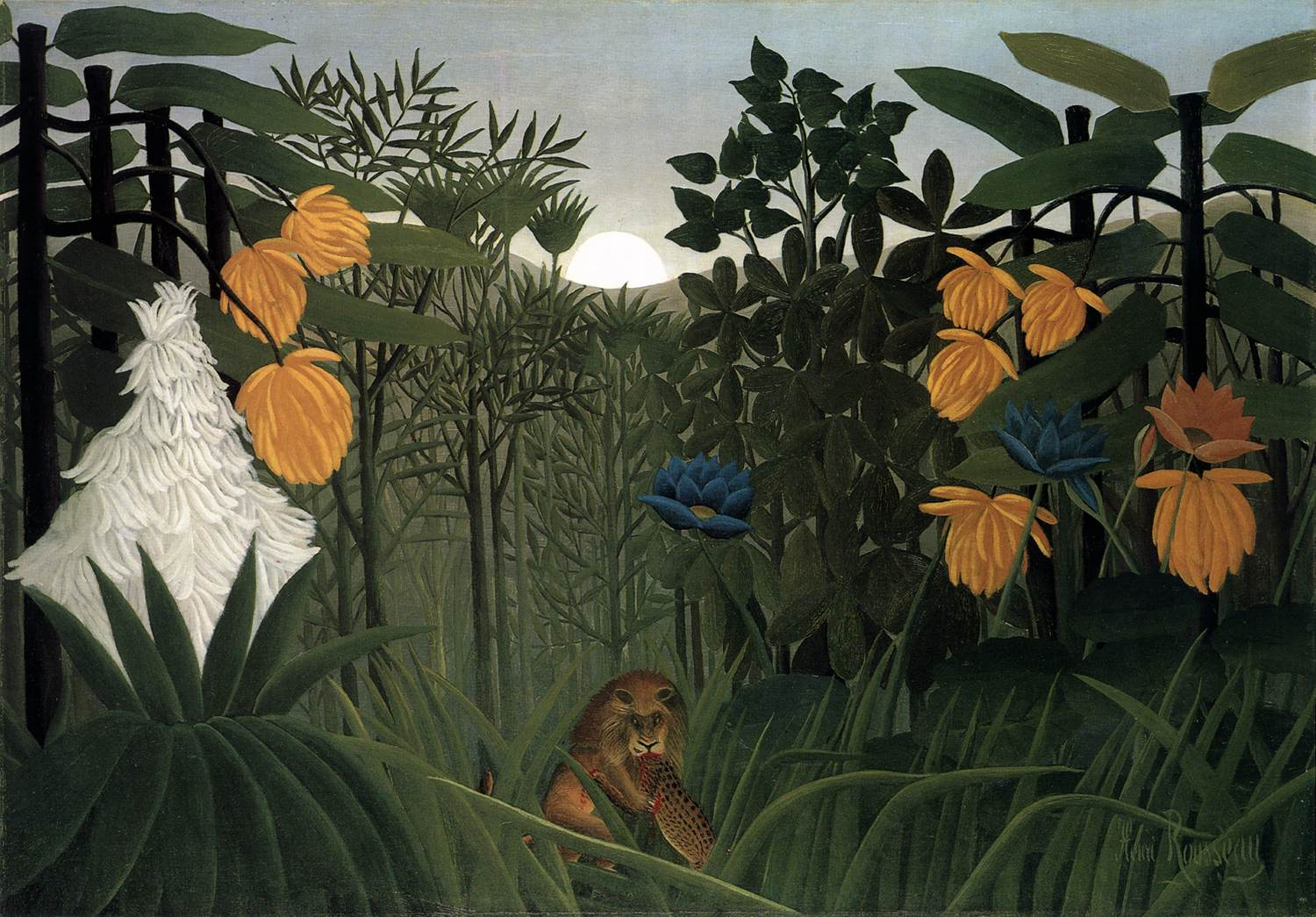
Henri Rousseau: Prânzul leului, 1907. Metropolitan Museum of Art, New York